# ناواش پوپانتاچی
ناواش پوپانتاچی ( تایلندی: ณวัสน์ ภู่พันธัชสีห์   ؛ متولد 1996 ژانویه 15 در تایلند)، نام مستعار پن (pon)
( تایلندی: ภณ   ) ، مدل و بازیگر تایلندی است

## سنین جوانی و تحصیل
ناواش پسر فرمانده پلیس استان ساتون ، تاتونگاک فوپانتاچی و چانوتاپورن ویسیتسفون ، قهرمان سابق فیلم معروف Phuean Phaeng (1983) و Ploy Talay است . نواش یک برادر و یک خواهر دارد.
نواش تحصیلات ابتدایی را از مدرسه نمایشی دانشگاه Ramkhamhaeng و تحصیلات متوسطه را در مدرسه Bodindecha (Sing Singhaseni) گذرانده است . او دارای مدرک کارشناسی در زمینه موسیقی و مهندسی چند رسانه ای (افتخارات درجه 2) از دانشکده فنی و مهندسی ، موسسه فناوری King Mongkut's Technology Ladkrabang است.
در یک مصاحبه گفت که از دختر های کوچولو و با موهای نه چندان بلند خوشش میاد.(دخترا شرایطشو دارید برید تایلند)

## حرفه
Nawasch در طول دانشگاه وارد صنعت سرگرمی شد و در سال 2015 ، همچنین دعوت شد تا از Phra Maha Phichai Crown در مراسم دریافت تزئین مجسمه بودا ، Ladkrabang ، انتخاب شود. او در مسابقه "ستاره جوان ، مخالا ، سال 2013" شرکت کرد و برنده جایزه مورد علاقه عکاس شد. در سال 2015 او برنده جایزه WoW Young Man از مسابقه Miner Young Wink Contest بود.
در سال 2017 ، او در درام Sai Lub Jub Abb در نقش Panthit ، در کنار Panyanut Jirarottanakasem بازی کرد . بعدها ، او فرصتی برای اجرای مداوم پیدا کرد و در Sanae Rak Nang Cin بازی کرد و نقش Touch را بازی کرد.
بعدها ، او اولین قهرمان تمام عیار خود را در درام Tra Barb See Chompoo بازی کرد ، که در آن قهرمان داستان اسرار زیادی در مورد گذشته خود کشف می کند و برای مقابله با احساسات خود تلاش می کند. 

## فیلم شناسی

### مجموعه های تلویزیونی
| سال       | عنوان                 | نقش                                          | شبکه    | یادداشت      |
| --------- | --------------------- | -------------------------------------------- | ------- | ------------ |
| 2017      | s.p.y i love you      | پانتیت                                       | کانال 3 | نقش پشتیبانی |
| 2018      | عشق سیندرلا           | تاچ                                          | کانال 3 |              |
| 2018      | گناه صورتی            | پات (Khun Peat)                              | کانال 3 |              |
| 2019      | نوای به خواب رفته عشق | آناکیم (کیم / خونگ)                          | کانال 3 | کامئو        |
| 2019      | شمع شوخی روشن         | لویی (سابق) / بنیامین (فعلی)                 | کانال 3 |              |
| 2020      | رشته محبت             | سرگرد پول Nawasch Phupantachsee (بازرس نواش) | کانال 3 | کامئو        |
| 2020      | اغوش هیمالیایی من     | سانتارکات                                    | کانال 3 | [ ۳ ]        |
| 2021      | پراوموک               | چلاترون انانثاناپات (لان)                    | کانال 3 | [ ۴ ]        |
| کب پاندین |                       | [ ۵ ]                                        | کانال 3 |              |
| کو واین   |                       | [ ۶ ]                                        | کانال 3 |              |

### موزیک ویدئو
| سال  | ترانه                   | هنرمند   |
| ---- | ----------------------- | -------- |
| 2019 | حالت چطوره (สบาย ดี หรือ) | NUM KALA |

### کنسرت
- کانال 3 Super Fan Live!: کنسرت SUPERNOVA Universe Explosion [۸]

### MC
- 20 ไม่มี ไม่มี On Air YouTube: PonNawasch Official

## جایزه
- جوایز Kazz 2019 بهترین بازیگر مرد از درام Tra Barb See Chompoo (2019) [۹]
- Idol Clear Kid's Honor Plaque Education به منظور الگویی مناسب برای کودکان و نوجوانان (2019) [۱۰]
- چهارمین جایزه ناکورن ، محبوب ترین ستاره در حال افزایش عمومی سال از درام Tra Barb See Chompoo (2019) [۱۱]
- تایلند جوایز نفرات برتر سال 2019 از فرهنگ و سرگرمی (2019) [۱۲]
- جوایز Kazz 2020 برای Young Bang of the Year 2020 [۱۳]

## لینک های خارجی
- ناواش پوپانتاچی در اینستاگرام